# Ross Malinger
Ross Aaron Malinger (Redwood City, 7 luglio 1984) è un attore statunitense.

## Biografia
È figlio di Laura, produttrice, e Brian Malinger, produttore e rappresentante di vendite. Diventato famoso con il film Insonnia d'amore (1993) nel ruolo di Jonah Baldwin, ha recitato come co-protagonista a fianco di Tom Hanks.
Tra i film di maggior successo in cui ha recitato, si ricordano Anche i dentisti vanno in paradiso (1997) e Peter and the Wolf (1996), entrambi a fianco di Kirstie Alley.

## Filmografia parziale
- Priorità assoluta (Eve of Destruction), regia di Duncan Gibbins (1991)
- Insonnia d'amore (Sleepless in Seattle), regia di Nora Ephron (1993)
- Mariti imperfetti (Bye Bye Love), regia di Sam Weisman (1995)
- A rischio della vita (Sudden Death), regia di Peter Hyams (1995)
- Peter and the Wolf (1996)
- Baby Bigfoot, regia di Art Camacho (1997)
- Anche i dentisti vanno in paradiso (Toothless), regia di Melanie Mayron (1997)